# Flagge des Districts of Columbia

Flagge des Districts of Columbia

Die Flagge des Districts of Columbia wurde am 15. Oktober 1938 durch eine Kommission des US-Kongresses der Vereinigten Staaten eingeführt. Die heutige Version wurde von Charles A. R. Dunn gestaltet (nach einem Entwurf von 1921).

Wappen George Washingtons (stilisiert)

Sie basiert auf einem Banner mit dem Wappen der Familie von George Washington, dem ersten Präsidenten der Vereinigten Staaten und Namensgeber der Stadt Washington, D.C. Das Wappen stammt aus England (County Durham), der Heimat von Washingtons Vorfahren,  und reicht zurück bis ins Jahr 1592.

## Beschreibung
Die Flagge besteht aus drei roten fünfzackigen Sternen (mullets) über zwei roten parallel verlaufenden Streifen, die über die ganze Breite verlaufen. Das Grundtuch ist weiß. Das Verhältnis beträgt 3:5.
Originalbeschreibung:

“The proportions of the design are prescribed in terms of the hoist, or vertical height, of the flag as follows: the upper white portion shall be 3/10 of the hoist; the two horizontal bars are each 2/10 of the hoist; the white area between the bars 1/10 of the hoist; and the base, or lowest white space, is 2/10 of the hoist. The three five-pointed stars have a diameter of 2/10 of the hoist and are spaced equidistant in the fly, or horizontal, dimension of the flag.”

## Sonstiges
In einer Internet-Abstimmung der North American Vexillological Association wurde diese Flagge 2004 als die beste aller US-Städteflaggen gewählt.